# Augustin van den Berghe

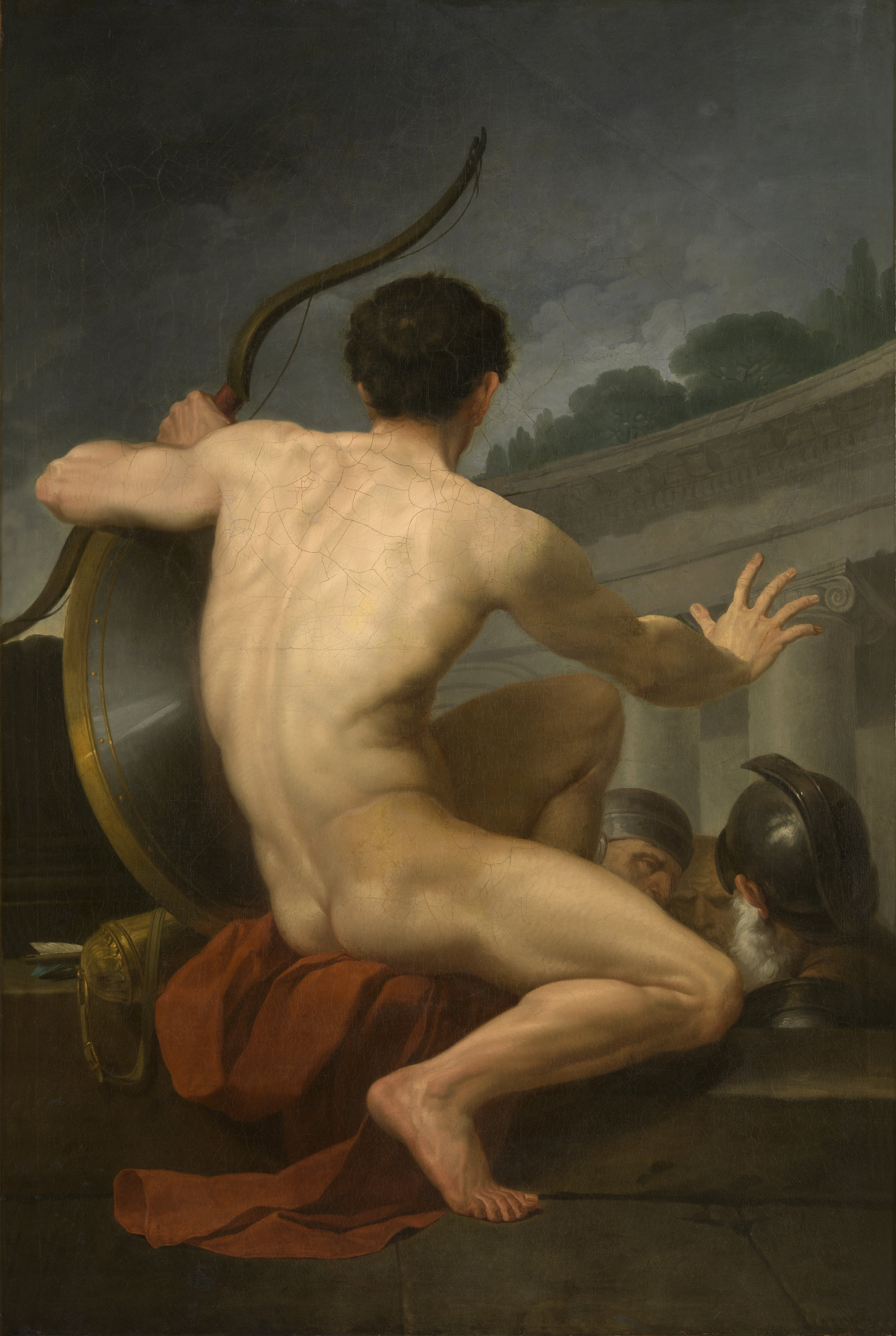
Augustin van den Berghe, Guerrero desnudo o Arquero (entre 1780 y 1790), Museo Groeninge, Brujas.

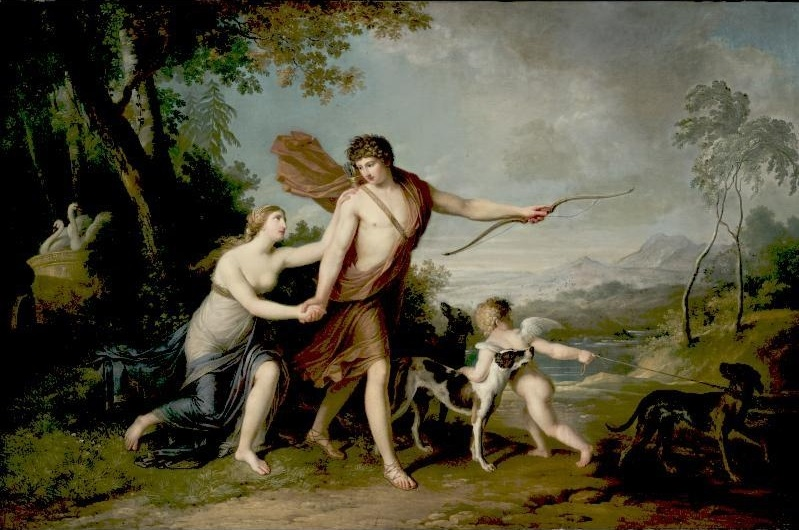
Augustin van den Berghe, Venus y Adonis.

Augustin van den Berghe (Brujas, 13 de octubre de 1756-Beauvais, 11 de abril de 1836) fue un pintor de origen flamenco que terminó establecido en Francia. Estuvo muy vinculado a la manufactura de tapices de Beauvais.	Pintó escenas históricas, alegóricas y mitológicas, y también paisajes y retratos.
Inició su aprendizaje pictórico en su ciudad natal con Jan Garemijn. Luego se trasladó a París, donde (en 1780) se convirtió en alumno del pintor neoclásico Joseph-Benoît Suvée. Fue profesor de dibujo en la École Centrale en Beauvais, Francia, de la que llegó a ser director. En 1802 diseñó los cartones para el tapiz La paz de Amiens (hoy en la Galería Nacional de la Tapicería en Beauvais).
Al final de su carrera, Augustin van den Berghe firmó sus pinturas con Van den Berghe père (padre) para distinguirse de su hijo, el también pintor de alegorías históricas Charles Auguste van den Berghe, conocido como Augustin el Joven.